# Ferrarisia litseae
Ferrarisia litseae är en svampart som beskrevs av Hosag. & Goos 1996. Ferrarisia litseae ingår i släktet Ferrarisia och familjen Parmulariaceae.   Inga underarter finns listade i Catalogue of Life.